# Império de Arariboia
Império de Arariboia é uma escola de samba de Niterói. Está sediada na Ladeira São Lourenço, 123, no bairro de São Lourenço.

## História
A agremiação foi criada como o bloco carnavalesco Araribloco, após a volta do Carnaval de Niterói, em meados da década de 2000. Posteriormente, transformou-se em escola de samba. Por isso, trocou de nome para Império de Arariboia.
Em 2013, foi a segunda escola a desfilar pelo grupo de acesso, com 400 componentes, divididos em 10 alas, e um enredo que contava uma história de amor entre o pierrô e a colombina, tendo, como pano de fundo, a história das favelas. Naquele ano, o casal de mestre-sala e porta-bandeira da escola não chegou a tempo para o desfile, e a agremiação precisou improvisar. Apesar disso, a escola foi campeã naquele ano. Estreando no Grupo Especial em 2014, ficou em terceiro lugar apresentando um enredo sobre a África.
Foi vice-campeã por três anos consecutivos, entre 2017 e 2019. Após ser rebaixada em 2020, conquistou o título da segunda divisão em 2023 homenageando os 45 anos da Unidos do Porto da Pedra.

## Segmentos

### Presidentes e Vice
| Nome                                   |  | Mandato           | Ref.        |
| -------------------------------------- |  | ----------------- | ----------- |
| Wanderley Lopes Soares Júnior "Filhão" |  | ? - 2019          | [ 2 ] [ 5 ] |
| Daniel Luiz Silva de Oliveira          |  | 2019 - 2021       |             |
| Filipe Camelo                          |  | 2021 - atualidade |             |

### Presidentes de honra
| Nome                                   | Mandato           | Ref. |
| -------------------------------------- | ----------------- | ---- |
| Wanderley Lopes Soares Júnior "Filhão" | 2019 - atualidade |      |

### Diretores
| Ano  | Diretor de Carnaval | Diretor de harmonia | Mestre de bateria | Ref.  |
| ---- | ------------------- | ------------------- | ----------------- | ----- |
| 2015 |                     |                     | Norival           | [ 5 ] |
| 2017 |                     |                     |                   |       |

### Casal de Mestre-sala e Porta-bandeira
| Ano  | Nome                          | Ref.  |
| ---- | ----------------------------- | ----- |
| 2015 | Marcelo e Viviane             | [ 5 ] |
| 2019 | Diego Jenkins e Gislaine Lira |       |
| 2020 | Diego Jenkins e Gislaine Lira |       |

### Corte de bateria
| Ano       | Rainha            | Madrinha | Ref. |
| --------- | ----------------- | -------- | ---- |
| 2018-2020 | Jhosy Anne Codeço |          |      |

## Carnavais
| Ano                                                                          | Colocação                                                                    | Grupo                                                                        | Enredo | Carnavalesco                                                                 | Intérprete                                                                   | Ref                |
| ---------------------------------------------------------------------------- | ---------------------------------------------------------------------------- | ---------------------------------------------------------------------------- | --- | ---------------------------------------------------------------------------- | ---------------------------------------------------------------------------- | ------------------ |
| 2013                                                                         | Campeã                                                                       | Acesso (segunda divisão)                                                     | Do agreste do nordeste à terra do samba e carnaval. Meu nome é favela. Uma história de amor entre becos e vielas |                                                                              |                                                                              | [ 6 ] [ 2 ] [ 3 ]  |
| 2014                                                                         | 3º lugar                                                                     | Especial (primeira divisão)                                                  | Africa berço da cultura brasileira                                                                               |                                                                              |                                                                              | [ 7 ] [ 4 ] [ 8 ]  |
| 2015                                                                         | 3º lugar                                                                     | Especial (primeira divisão)                                                  | Niterói, império das raças Compositores:Renan Gêmeo, Diego Moura, Rodrigo e Rafael Raçudo                        | Paulo César Lima                                                             | Tatalho Vieira                                                               | [ 5 ] [ 9 ] [ 10 ] |
| 2016                                                                         | 3º lugar                                                                     | Especial (primeira divisão)                                                  | São Lourenço, terra dos índios                                                                                   |                                                                              |                                                                              | [ 11 ] [ 12 ]      |
| 2017                                                                         | Vice-Campeã                                                                  | Especial (primeira divisão)                                                  | Um sonho de criança: O mundo encantado do Império de Araribóia                                                   |                                                                              |                                                                              | [ 13 ]             |
| 2018                                                                         | Vice-Campeã                                                                  | Grupo A (primeira divisão)                                                   | Zé Katimba, filho do Cordel e pai do Samba                                                                       | Tiago Ribeiro e Levi Cintra                                                  | Tatalho Vieira                                                               | [ 14 ]             |
| 2019                                                                         | Vice-Campeã                                                                  | Grupo A (primeira divisão)                                                   | Tio Sam: Esporte, Cultura e Educação                                                                             | Tiago Ribeiro e Levi Cintra                                                  | Tatalho                                                                      | [ 15 ]             |
| 2020                                                                         | 10º lugar (rebaixada)                                                        | Grupo A (primeira divisão)                                                   | Mãe - A rainha perfeita do meu Império!                                                                          | Diangelo Fernandes                                                           | Tatalho                                                                      | [ 16 ] [ 17 ]      |
| Os desfiles do Carnaval 2021 foram cancelados devido a pandemia de Covid-19. | Os desfiles do Carnaval 2021 foram cancelados devido a pandemia de Covid-19. | Os desfiles do Carnaval 2021 foram cancelados devido a pandemia de Covid-19. | Os desfiles do Carnaval 2021 foram cancelados devido a pandemia de Covid-19.                                     | Os desfiles do Carnaval 2021 foram cancelados devido a pandemia de Covid-19. | Os desfiles do Carnaval 2021 foram cancelados devido a pandemia de Covid-19. | [ 18 ]             |
| 2022                                                                         | Vice-Campeã                                                                  | Grupo B (segunda divisão)                                                    | Omin Dundun - O Império do café!                                                                                 | Diangelo Fernandes                                                           | Zé Paulo Miranda                                                             |                    |
| 2023                                                                         | Campeã                                                                       | Grupo B (segunda divisão)                                                    | No reino da fantasia, o Tigre se consagra imperial e comemora 45 anos de folia!                                  | Diangelo Fernandes                                                           | Zé Paulo Miranda                                                             |                    |
| 2024                                                                         | 7º lugar                                                                     | Grupo A (primeira divisão)                                                   | Do fogo abrasador, às chamas da minha oração, salve São Lourenço! Meu santo, minha proteção!                     | Diangelo Fernandes                                                           | Alfredinho                                                                   |                    |